# Françoise Bernard
Pour les articles homonymes, voir Bernard (patronyme).
Andrée Jonquoy, connue sous le pseudonyme de Françoise Bernard, née le 2 mars 1921 à Paris et morte le 19 septembre 2021, est une auteure gastronomique et présentatrice télé française.

## Biographie
Fille d'un teinturier, elle grandit à Paris. Elle commence en tant que dactylo vers 17 ans, à la veille de la 2ème guerre mondiale, puis elle est employée chez Unilever, en 1946. 
Un jour, le service communication de l'entreprise lui propose d'incarner un personnage de conseiller culinaire. Le personnage Françoise Bernard est inventé en 1953 par concaténation des deux prénoms les plus fréquents des années 1950, pour parler en public comme à la radio. Françoise vante les bienfaits de la margarine Astra (appartenant à Unilever), à l'aide de recettes qu'elle présente. Elle vante également à partir de 1960 les bienfaits des matériels de la marque SEB, ce qui lui vaut le surnom de « Madame Cocotte-minute ». Elle reçoit alors plus de mille lettres par mois de ses auditrices. Elle travaille ensuite sur RTL. En 1963, elle écrit un livre de recettes qui vient concurrencer celui de Ginette Mathiot. En ces Trente Glorieuses, elle symbolise la ménagère moderne, cuisinant plus vite et moins cher.
Son livre Les Recettes faciles s'est vendu à plus d'un million d'exemplaires.

## Publications
- Les Recettes faciles, Hachette, 1965  (ISBN 2-01-002172-X) réédité à plusieurs reprises
- La Cuisine à l'électricité avec 150 recettes de Françoise Bernard, Hachette, 1967
- Les bonnes recettes le livre Seb accompagnant l'autocuiseur et conseillant la margarine Astra, (1974 20e édition avec photo-portrait en introduction p.21)
- Le Livre d'Or, Hachette 1985  (ISBN 978-2-010-11123-5)
- Les recettes faciles de pâtisserie, Hachette, 1982
- La Bonne Cuisine de Catherine Vialard, Françoise Bernard et Alain Ducasse, 2002
- Nouvelles recettes faciles, 2004, 2008
- Menus et recettes pour toute la famille, 2004
- Cuisine express, 2007
- Les Basiques, Hachette pratique, 2007  (ISBN 978-2-01-237304-4)
- Cuisine : 1000 recettes, Hachette pratique, 2008  (ISBN 978-2-0123-7660-1)
- Le Meilleur des desserts de Françoise Bernard et Sébastien Gaudard, 2009
- Ma cuisine d'aujourd'hui, 2010